# Jovanka Radičević
Jovanka Radičević (Podgorica, 1986. október 23. –) olimpiai ezüstérmes, Európa-bajnok, Bajnokok Ligája-győztes montenegrói válogatott kézilabdázó, jobbszélső. 2025-ös visszavonulása előtt a szlovén Krim Ljubljana játékosa volt. Pályafutása során többek között a Győri Audi ETO KC, a ŽRK Budućnost és a ŽRK Vardar Szkopje csapatainál is megfordult.

## Pályafutása

### Klubcsapatokban
Jovanka Radičević a Budućnost Podgorica csapatában kezdte pályafutását, ahol 2004 és 2011 között hét szezont játszott. Ezalatt az idő alatt hét bajnoki címet szerzett a csapattal, valamint a Kupagyőztesek Európa-kupáját kétszer nyerte meg. 2011-ben igazolt a Győri Audi ETO-hoz. A Rába-parti csapattal 2012-ben és 2013-ban bajnoki címet, 2012-ben pedig Magyar Kupát nyert. A Bajnokok Ligája döntőt 2012-ben elvesztették korábbi csapata ellen, egy évvel később azonban sikerült megnyernie a Győrrel a sorozatot. Lejáró szerződését nem hosszabbította meg, 2013 nyarán a macedón ŽRK Vardar Szkopje játékosa lett. A macedón csapattal kétszer tudott Bajnokok Ligája döntőt játszani, mindkétszer a Győr ellen,  és 2017-ben, valamint 2018-ban is hosszabbításban szenvedett vereséget csapatával. A Vardarral a 2014-es, 2015-ös, 2016-os, 2017-es és 2018-as macedón bajnokságot is az első helyen zárta, valamint 2014-ben, 2015-ben, 2016-ban, 2017-ben és 2018-ban a Macedón Kupát is megnyerte. Miután 2018-ban a csapat tulajdonosa lecsökkentette a csapat támogatását, minden idegenlégiós távozott, Radičević a román bajnok CSM Bucureștihez igazolt. 2019 nyarán nyolc év elteltével visszatér nevelőklubjához, a Budućnost Podgoricához. 2021 nyarától a török Kastamonu kézilabdázója.

### A válogatottban
A montenegrói válogatottal 2012-ben részt vett a londoni olimpián, ahol a döntőben a norvég csapattal szemben elszenvedett vereséggel ezüstérmet szerzett. Ugyanebben az évben az Európa-bajnokságon megismétlődött az olimpiai döntő, ezúttal montenegrói sikerrel. A 2015-ös világbajnokságon a montenegrói csapat csak a nyolcadik helyen végzett, Radičević volt csapatának legeredményesebb játékosa, a góllövőlista második helyén végzett, valamint beválasztották a torna All-Star csapatába. Második olimpiáján, a 2016-os riói olimpián csapata második legeredményesebb góllövője volt, de a csoportkörből nem jutottak tovább.

## Sikerei, díjai
- Montenegrói bajnokság győztese: 2005, 2006, 2007, 2008, 2009, 2010, 2011
- Magyar bajnokság győztese: 2012, 2013
- Macedón bajnokság győztese: 2014, 2015, 2016
- Bajnokok Ligája győztese: 2013
- Kupagyőztesek Európa-kupája győztese: 2006, 2010
- Európa-bajnokság győztese: 2012
- Olimpiai ezüstérmes: 2012
- Európa-bajnokság legjobb jobbszélsője: 2012
- Bajnokok Ligája legjobb jobbszélsője: 2014, 2016, 2019
- A 2015-ös világbajnokság All-Star csapatának tagja
- A 2019-es világbajnokság All-Star csapatának tagja[10]